# Naite mo iin da yo
„Naite mo iin da yo” (jap. 泣いてもいいんだよ) – jedenasty singel japońskiego zespołu Momoiro Clover Z, wydany w Japonii przez Evil Line Records 8 maja 2014 roku. Singel został wydany w dwóch edycjach: regularnej i limitowanej.
Singel osiągnął 1 pozycję w rankingu Oricon i pozostał na liście przez 14 tygodni, sprzedał się w nakładzie 86 880 egzemplarzy. Utwór tytułowy został użyty jako piosenka przewodnia filmu Akumu-chan: The Movie, a utwór Dōdō heiwa sengen został użyty jako piosenka przewodnia filmu Great Shu Ra Ra Boom. Singel zdobył status złotej płyty.

## Lista utworów
| CD (wer. regularna)     |                                                                 |                                    |                                                    |                                                    |      |
| Nr                      | Tytuł                                                           | Słowa                              | Kompozycja                                         | Aranżacja                                          | Czas |
| 1.                      | "Naite mo iin da yo" (jap. 泣いてもいいんだよ)                  | Miyuki Nakajima                    | Miyuki Nakajima                                    | Ichizō Seo                                         | 5:07 |
| 2.                      | "Dōdō heiwa sengen" (jap. 堂々平和宣言)                         | Chinza DOPENESS                    | MICHEL☆PUNCH、KEIZOmachine! from HIFANA、EVISBEATS | MICHEL☆PUNCH、KEIZOmachine! from HIFANA、EVISBEATS | 3:44 |
| 3.                      | "My Dear Fellow"                                                | Takahiro Maeda                     | Shihori                                            | Yukari Hashimoto                                   | 4:12 |
| 4.                      | "Naite mo iin da yo" (jap. 泣いてもいいんだよ) (off vocal ver.) |                                    | Miyuki Nakajima                                    | Ichizō Seo                                         | 5:07 |
| 5.                      | "Dōdō heiwa sengen" (jap. 堂々平和宣言) (off vocal ver.)        |                                    | MICHEL☆PUNCH、KEIZOmachine! from HIFANA、EVISBEATS | MICHEL☆PUNCH、KEIZOmachine! from HIFANA、EVISBEATS | 3:44 |
| 6.                      | "My Dear Fellow" (off vocal ver.)                               |                                    | Shihori                                            | Yukari Hashimoto                                   | 4:12 |
| CD (wer. limitowana)    |                                                                 |                                    |                                                    |                                                    |      |
| Nr                      | Tytuł                                                           | Słowa                              | Kompozycja                                         | Aranżacja                                          | Czas |
| 1.                      | "Naite mo iin da yo" (jap. 泣いてもいいんだよ)                  | Miyuki Nakajima                    | Miyuki Nakajima                                    | Ichizō Seo                                         | 5:07 |
| 2.                      | "Dōdō heiwa sengen" (jap. 堂々平和宣言)                         | Chinza DOPENESS                    | MICHEL☆PUNCH、KEIZOmachine! from HIFANA、EVISBEATS | MICHEL☆PUNCH、KEIZOmachine! from HIFANA、EVISBEATS | 3:44 |
| 3.                      | "Naite mo iin da yo" (jap. 泣いてもいいんだよ) (off vocal ver.) |                                    | Miyuki Nakajima                                    | Ichizō Seo                                         | 5:07 |
| 4.                      | "Dōdō heiwa sengen" (jap. 堂々平和宣言) (off vocal ver.)        |                                    | MICHEL☆PUNCH、KEIZOmachine! from HIFANA、EVISBEATS | MICHEL☆PUNCH、KEIZOmachine! from HIFANA、EVISBEATS | 3:44 |
| DVD (wer. limitowana A) |                                                                 |                                    |                                                    |                                                    |      |
| Nr                      | Tytuł                                                           | Tytuł                              | Tytuł                                              | Tytuł                                              | Czas |
| 1.                      | "Naite mo iin da yo" (Music video)                              | "Naite mo iin da yo" (Music video) | "Naite mo iin da yo" (Music video)                 | "Naite mo iin da yo" (Music video)                 |      |

## Notowania
| Lista                                          | Pozycja |
| ---------------------------------------------- | ------- |
| Oricon Daily Singles Chart                     | 1       |
| Oricon Weekly Singles Chart                    | 1       |
| Billboard Japan Hot 100                        | 2       |
| Billboard Japan Hot Singles Sales              | 1       |
| Billboard Japan Hot Adult Contemporary Airplay | 1       |